# 北海道スタジアム
『北海道スタジアム』（ほっかいどうスタジアム）は、2021年度に北海道地方のNHK総合テレビで放送されている特別番組。

## 概要
「コロナ禍を乗り越えたときに北海道がパワーアップできるきっかけを作りたい」という思いで企画され、小樽市出身の加藤浩次を総合司会に据え2021年6月に全面開業したNHK札幌拠点放送局新局舎の8K大画面を備えたスタジオから北海道全179市町村の20 - 30代を中心とした地元住民とリモート接続し、加藤とのやり取りを通じて地域の魅力を紹介するスタジオトークを中心とした生放送の特別番組。2021年4月の「春ノ陣」を皮切りに「夏ノ陣」「秋ノ陣」「冬ノ陣」と季節毎の全4回放送。
2022年10月からはこの番組をリニューアルし新番組『179』（いちななきゅう）が開始された。この番組は2つのシリーズではじまっており加藤浩次がMCを務める「どうみん手作りクイズ179Q（2022年12月9日開始）」や平成ノブシコブシがナビゲーターをつとめる「179〜あなたのマチにおじゃまします〜（2022年10月28日開始）」などが放送されている。

## 出演者
- 総合司会：加藤浩次（極楽とんぼ）
- 進行：是永千恵（NHK札幌放送局アナウンサー）
- プレゼンター：徳井健太（平成ノブシコブシ）
- ゲスト
  - 春ノ陣：高橋克実、井森美幸、吉川友、まちキャラ選抜・どーさんず4（ずーしーほっきー、モンベモン、メロン熊、初代アユミちゃん）
  - 夏ノ陣：千堂あきほ、森崎博之（TEAM NACS）、熊川哲也（VTR出演・両手の人差し指・親指を菱型に合わせた北海道ポーズを提案）
  - 秋ノ陣：大政絢、森崎博之（TEAM NACS）
  - 冬ノ陣：アサヒ（Little Glee Monster）、浜島直子、森崎博之（TEAM NACS）

## 放送時間
北海道ローカル放送、NHKプラスにて全国向けの見逃し配信視聴を実施。
- 春ノ陣：2021年4月16日 19:30 - 20:45（第1部）・21:00 - 22:20（第2部）・22:40 - 23:10（第3部）
- 夏ノ陣：2021年7月10日 18:05 - 18:45（第1部）・19:30 - 20:42（第2部）
- 秋ノ陣：2021年11月20日 19:30 - 20:45（第1部）・21:00 - 21:30（第2部）
- 冬ノ陣：2022年3月26日 18:05 - 18:45（第1部）・19:30 - 20:45（第2部）・21:00 - 21:49（第3部）

## 主な企画
- っ道179超会議（つどう179ちょうかいぎ）[2]
  - 全道179市町村の代表がリモート接続し、札幌局スタジオの8K大画面に投影させ司会の加藤やスタジオゲストとトークを繰り広げるメインコーナー。
  - 春ノ陣 - 「わがまちのシン・キャッチコピーを覚えてもらおう!!」のテーマで各市町村が「自分のまちだけ」と自信を持てるキャッチコピーを考案し発表する。
  - 夏の陣 - 「ウチの街といえばコレ!わがまちコレクション」のテーマで各市町村がキャッチフレーズを用意しご当地自慢やあるあるネタを語る。司会の加藤の抽選で179市町村の形状のピースの入ったボックスから引いた自治体とのトークも盛り込まれた。
- 北海道179市町村みんなでギネスに挑戦
  - リモート接続の全道179市町村代表と協力し、ギネス世界記録の達成に挑戦する[2]。
  - 春ノ陣 - 「同時に箸で小豆をつまみ上げた人数」（Most people picking up a bean with chopsticks simultaneously online）に挑戦、148人が成功し世界記録認定となった[3]。
  - 夏ノ陣 - 「同時にペットボトルを頭の上にバランスした同時人数」（Most people balancing a plastic bottle on the head online simultaneously）に挑戦、162人が成功し世界記録認定となった[4]。
- 道スタ NACSスペシャル～北海道の5つのまちから飛び出した役者侍たち～[2][5]（春の陣）
  - 北海道出身の演劇ユニット「TEAM NACS」の25周年記念公演「マスターピース〜傑作を君に〜」の舞台裏密着を中心に、メンバーである、森崎博之・安田顕・戸次重幸・大泉洋・音尾琢真のそれぞれへのロングインタビューにて普段聞けない思いや北海道や出身市町村への思いを聞くドキュメンタリー。花澤香菜がナレーションを担当。
- 才能発掘!っ道館（つどうかん）へようこそ[6]
  - 北海道内の若手パフォーマーを紹介し、新たな才能を発掘する企画。
  - 春ノ陣 - 音楽ジャンルの才能としてsnack time、駒津柚希を紹介。
- 下を向いて歩こう マンホールにはまちの魅力がつまっている！[6]（春の陣）
  - 北海道内各地の市町村の魅力をイラストで表す、ご当地マンホールをすずらんとアルちゃん先生が収集するロケ企画。すずらんはアナログ担当で道内各地を回ってのロケで捜索を行い、アルちゃん先生はデジタル担当としてTikTokを用いてフォロワーからの画像提供で収集を行った。
- 白飯のっけ隊[6]（春の陣）
  - アンジェラ佐藤が、白飯に乗っけたい知られざる道内の逸品グルメを紹介する。

一般公募企画
- 次のTEAM NACSは誰だ?道スタ・オーディション[7]
  - TEAM NACSのような北海道出身の次世代スターを生み出し市町村を元気にすべく、15歳から35歳までの北海道在住・出身の俳優志望者を対象としたオーディションを実施。応援団長にTEAM NACSのリーダーの森崎博之、審査・指導に俳優の斎藤歩を据えた。合格者には冬ノ陣特番で放送予定の長編ドラマへの出演権が与えられるとし、その後合格者5名が2022年5月放送の北海道発地域ドラマ「春の翼」へ出演することとなった[8]。
- Vtuberキャラクター大募集[9]
  - 北海道に眠る芸術分野の才能を発掘すべく、北海道在住・出身者を対象に北海道を元気にするキャラクターのデザインを公募し3DCGキャラクターとして活用する。審査はクリプトン・フューチャー・メディア北海道ローカルチーム、バーチャル技術はバーチャルキャストと道内企業2社が担当し最優秀作品は夏ノ陣特番より使用される。4月17日から5月9日にデザイン募集、51案の応募から5月26日から30日に最終候補4案によるインターネット投票を経て「空飛ぶシューズのわんぱくっ子」デザインを選定、6月1日から11日に名称を公募し「北空すずら」に決定。北海道出身の五十嵐裕美が声優を担当した[10]。

## 道スタ外伝
メイン特番では伝えきれなかった市町村を紹介するスピンオフ特番「道スタ外伝～179の魅力お届けします～」を金曜19:57 - 20:40に編成。
- 出演者
  - 司会：平成ノブシコブシ、是永千恵
  - VTRレポーター：すずらん、runa、吉田晴香
- 放送リスト

1. 2021年6月18日 - 道東根室・釧路・十勝エリアを紹介。
2. 2021年10月15日 - 道北・オホーツクエリアを紹介。
3. 2022年2月25日 - 後志・胆振・日高エリアを紹介。
4. 2022年3月18日 - 道南エリアを紹介。

## ウェブサイト企画
- 北海道白地図パズル、完成できる人いんの?[12]
  - 3つのボックスにランダムに出される全道179市町村の自治体域の形状を正しい位置にドラッグ・アンド・ドロップして全市町村を当てはめるパズルゲーム。正解すると当てはめた市町村名とその自治体の魅力情報が表示され、不正解時にはトム・ブラウンの写真と「不正解、ダメー!」のボイスが流れる。制限時間は10分間の通常モードと179秒の鬼モードが用意され、市町村境界線の有無設定も切り替えが可能となっている。
- ＃179市町村全部魅力的だよ[13]
  - 全道179市町村毎に、地元住民が勧めるニッチな魅力を紹介する。

## 差し替え番組
いずれの番組もNHKプラスを介していれば、北海道でも他地域と同時に視聴可能となっている。

### 春ノ陣
- ブラタモリ - 第1部の放送時間帯に放送された番組（19:30 - 20:15）。再放送を以って振替放送（本放送扱い）となった。
- 有吉のお金発見 突撃!カネオくん - 第1部の放送時間帯に放送された番組（20:15 - 20:43）。再放送を以って振替放送（本放送扱い）となった。
- NHKスペシャル - 第2部の放送時間帯に放送された番組（21:00 - 21:50）。4月18日（日）16:10 - 17:00に振替（北海道ローカル）。
- 有田P おもてなす - 第2部の放送時間帯に放送された番組（21:50 - 22:20）。再放送を以って振替放送（本放送扱い）となった。
- ストーリーズ「ノーナレ」 - 第3部の放送時間帯に放送された番組（22:45 - 23:15）。再放送を以って振替放送（本放送扱い）となった。

### 夏ノ陣
- 超速パラヒーロー ガンディーン（最終話） - 第1部の放送時間帯に放送された番組（18:05 - 18:43）。7月17日（土）18:05 - 18:43に振替放送（北海道ローカル）。
- 第9回 明石家紅白! - 第2部の放送時間帯に放送された番組（19:30 - 20:42）。7月15日（木）23:35 - 24:48に振替放送（北海道ローカル）。

### 秋ノ陣
- ブラタモリ - 第1部の放送時間帯に放送された番組（19:30 - 20:15）。11月23日（火・祝）11:05 - 11:50に振替放送（北海道ローカル）。
- 有吉のお金発見 突撃!カネオくん - 第1部の放送時間帯に放送された番組（20:15 - 20:43）。再放送を以って振替放送（本放送扱い）となった。
- NHKスペシャル「この素晴らしき世界 分断と闘ったジャズの聖地」 - 第2部の放送時間帯に放送された番組（21:00 - 21:50）。同日30分遅れとなる、11月20日（土）21:30 - 22:20に時差放送（北海道ローカル[14]）。

### 冬ノ陣
- 世界は教科書でできている - 第1部の放送時間帯に放送された番組（18:05 - 18:43）。4月10日（日）17:20 - 17:58に振替放送（北海道ローカル）。
- へんてこ生物アカデミー - 第2部の放送時間帯に放送された番組（19:30 - 20:15）。再放送を以って振替放送（本放送扱い）となった。
- 有吉のお金発見 突撃!カネオくん - 第2部の放送時間帯に放送された番組（20:15 - 20:43）。再放送を以って振替放送（本放送扱い）となった。
- NHKスペシャル「新・映像詩 里山（2）阿蘇の大草原 火山と生きる」 - 第3部の放送時間帯に放送された番組（21:00 - 21:49）。4月2日（土）15:05 - 15:54に振替放送（北海道ローカル）。